# 이리네우 히카르두
이리네우 히카르두(포르투갈어: Irineu Ricardo, 1977년 7월 12일 ~ )는 이리네로 불리는 브라질의 축구 선수이다.

## 축구인 경력

### 클럽 경력
그는 2000년부터 2001년까지 전북 현대 모터스, 2001년부터 2004년까지 성남 FC, 2004년부터 2008년까지 부천 SK에서 활약하였다.